# Riza Halimi
Riza Halimi, cyr. Риза Халими (ur. 16 września 1947 w Preševie) – serbski polityk i nauczyciel narodowości albańskiej, działacz na rzecz mniejszości albańskiej w Serbii, samorządowiec i parlamentarzysta.

## Życiorys
Z wykształcenia fizyk, pracował jako nauczyciel w szkołach średnich. Zaangażował się w działalność polityczną. Został przewodniczącym reprezentującej serbskich Albańczyków Partii na rzecz Akcji Demokratycznej oraz Albańskiej Koalicji Doliny Preszewa. Zajmował stanowisko burmistrza Preševa. W wyborach w 2007 uzyskał mandat posła do Zgromadzenia Narodowego. W 2008, 2012 i 2014 skutecznie ubiegał się o reelekcję.
W 2018 na funkcji przewodniczącego Partii na rzecz Akcji Demokratycznej zastąpił go Shaip Kamberi.